# パブロ・ミグリオレ
パブロ・アレハンドロ・ミグリオレ（Pablo Alejandro Migliore, 1982年1月27日 - ）は、アルゼンチン・ブエノスアイレス出身の元サッカー選手。現役時代のポジションは、ゴールキーパー。

## 経歴
CAサン・ロレンソ・デ・アルマグロではリーグ戦100試合以上でゴールマウスを守った。
2017年7月8日、プリメーラB・メトロポリターノ（3部相当）のCAバラカス・セントラルに加入することが発表された。

## 人物
2008年3月17日、ユースチームのホスエ・アジャラとともに帰宅途中に自動車事故を起こした。ブエノスアイレス近郊のデジェピアネ高速道路を走行中に車がクラッシュしたが、自身は小さな怪我を負っただけだった。 

## タイトル
ボカ・ジュニアーズ
- プリメーラ・ディビシオン : 2006クラウスーラ
- レコパ・スダメリカーナ : 2006
- コパ・リベルタドーレス : 2007

ディナモ・ザグレブ
- クロアチア・スーパーカップ : 2013